# 機動隊 (ドイツ)
ドイツの機動隊（ドイツ語: Bereitschaftspolizei、直訳すると警察予備隊、即応態勢にある警察の意味）は、ドイツの警察組織に設置された集団警備部隊。

## 連邦共和国
ドイツ連邦政府内務省はドイツ国内全ての「機動隊」の展開状況をモニター・調整を行うベルリンの「機動隊」オフィスを管理している。同様に内務省は武器、車両、他の装備の提供も行なっている。

### 連邦
連邦警察の機動隊管理局は、ドイツにある10個の連邦機動隊（Bundespolizeiabteilung, BPOLABT; 直訳すると「連邦警察部隊」)を管理している。これらの部隊は、その任務におけるどの様な状況においても連邦警察を支援し、また州警察への増援としても用いられる。彼らは、災害や反乱が起きた場合に地方自治体を支援するための訓練も行なっている。彼らは装甲車、バス、放水車、火器を装備しているだけではなく、移動手段や指揮監督を行うための車両も装備している。

### 地方/州
各州の州警察は、それぞれ独自の「機動隊」を擁している。これらは各州警察独自の集団警備力として、災害派遣や緊急対処事態への対処、その他通常警察業務の支援などに充当される。また必要に応じて、このような事態に対処する他州の支援にもあたる（基本法第35条第3項および基本法第91条第2項）。このことから、これらの機動隊は各州警察の所属ではあるが、連邦政府が同意した行政協定に基いて各州の組織や装備が統一されている。2006年度現在、ドイツ全土で約1万6,400名の隊員が配されている。
「機動隊」は兵舎に駐屯し、軍隊と同様の部隊規模の構成をとる。訓練された100～150人の部隊は、百人隊（Hundertschaften）と呼ばれる急速展開部隊の小隊となる。ほとんどの「地方」における「機動隊」の分遺隊は、600～800人の人数のいくつかの大隊からなり、6大「地方」では、連隊規模の「機動隊」を編成している。彼らの任務は日々、場所場所により異なっている。ハンブルクで地下鉄のパトロールを行なったかと思えば、歓楽街における摘発を支援し、大規模な宣伝やスポーツイベントに参加したりする。部隊は他の「地方」に急速に展開可能な様に輸送手段や、テント、食料を装備しており、外部の支援に頼る必要は無い。

## ドイツ民主共和国時代
ドイツ民主共和国(東ドイツ)の内務省は、「ドイツ人民警察」（Volkspolizei）の即応部隊として独立部門「人民警察機動隊」（Volkspolizei-Bereitschaft）を保有していた。それは、12,000人から15,000人（情報ソースにより異なる）の規模の人員を有し、21個大隊の「人民警察」の即応部隊を構成していた。
通常、東ドイツの各県に1つの即応部隊があり、労働者人口が多いハレ、ライプツィヒ、マクデブルクの各県とポツダム県には2個大隊が配備されていた。東ベルリンの人民警察の党幹部会は、バスドルフに3個部隊を配置していた。
各即応部隊は、次の組織をとっていた。
- 指令部門
- 4つの即応中隊
  - 1つの装甲兵員輸送車を保有した機動中隊
  - 3つのトラックによる機動中隊
- 支援中隊
  - 対戦車小隊(45mmもしくは57mm砲3門、後にATGMとなる)
  - 砲兵小隊(76.2mm ZIS3野砲/対戦車砲3門)
  - 迫撃砲小隊(82mm迫撃砲3門)
- 以下の部隊を持つ本部とスタッフ
  - 通信小隊
  - 工兵小隊
  - 化学戦小隊
  - 偵察小隊
  - 輸送小隊
  - 補給小隊
  - 指揮部門
  - 野戦病院

これらの部隊は、軽歩兵もしくは通常の歩兵の兵器で武装しており、装甲兵員輸送車、放水車、バス等を保有していたほか、野砲や迫撃砲などの重火器も保有するなど、ソ連の内務省軍の影響がうかがえる。彼らの制服は、灰と緑の「人民警察」の通常の制服であった。彼らは1953年6月17日における東ドイツ工業地帯での暴動のような社会的な暴動における有効な部隊として、人々に対して使用された。そのため、SEDは政治的な安定を保つための即応部隊である重要性が増加した。
なお東ドイツの国家人民軍は発足当初、兵営人民警察(Kasernierte Volkspolizei, KVP) と称していた。形の上では当時の内務省に属していたが、実態は軍事組織に他ならず、指揮系統や組織も人民警察とは明確に区別されていた。